# NGC 6030
NGC 6030 este o galaxie lenticulară situată în constelația Hercule. A fost descoperită în 17 iunie 1884 de către Édouard Stephan⁠(d). Se află la o distanță de 67,71 de megaparseci de Pământ.